# Haritalopha
Haritalopha là một chi bướm đêm thuộc họ Erebidae.